# 爆笑戦士! SDガンダム
『爆笑戦士! SDガンダム』（ばくしょうせんし エスディーガンダム）はコミックボンボンで連載された漫画。作者は佐藤元。

## 概要
1987年から1992年まで、コミックボンボン、コミックボンボン増刊号およびデラックスボンボンにて連載された。全8巻が刊行されたが、最終話までの10話は単行本として刊行されなかった。この未収録話は作者である佐藤元のCD-R同人誌『コミックボンボン単行本未収録作品集』に、雑誌スキャンを収録したものが発売されている。
初期はアイドル歌手志望の「みねば」のわがままに振り回される「はまーん」や「zくん（Ζガンダム）」たちの様子を描いた短編だったが、ガンダムクエスト編の途中から「ぷっつんかみーゆ」が目立つようになり、彼が主役と言ってよい状態となる。末期はΖガンダムを主役とし古今東西の名作のパロディ短編が描かれた。
登場人物の大半はSD化した『重戦機エルガイム』と『機動戦士Ζガンダム』と『機動戦士ガンダムΖΖ』のキャラとメカである。カミーユが精神崩壊した姿で描かれるなど、『ΖΖ』に比重が置かれているようであるが、同作の主人公ジュドーの出番はとても少ない。

## 主な登場キャラクター
みねば
アイドル演歌歌手志望としてやりたい放題していたが、12歳になった日、勇者でぎんの血をひく者としてがんだむ国のずぇーたを倒す旅に出る。スターマン編ではぷっつんかみーゆの友人として再登場。ファンネルソードを使いこなすことが出来ないため、ニュータイプの素質は無いようである。
はまーん
当初はみねばのわがままに振り回される被害者の立場として活躍していたがガンダムクエスト編からは端役となった。Ζガンダム（おかしな竹取り物語!?）やしろっこ（花の大江戸八百八町）との結婚歴有り。
しゃあ
この作品ではエゥーゴがテレビ局を押さえているという設定であり、はまーんに説得されみねばのテレビ出演に（しぶしぶ）協力する。オチ仙人トーナメントの司会進行兼審判。主にクセ毛にサングラスと言うクワトロ・バジーナの姿で描かれるが、時には赤い彗星のコスチュームを着る事もある。実はコミックボンボン掲載時のラストボスであり、その時は鉄仮面の格好で正体を隠した。
Ζガンダム
ジオン側（みねば、はまーん）の視点で描かれる事が多い初期短編では敵役。アホの嵐編ではぷるの父、スターマン編ではニャンコロ大魔王として登場する。単行本一巻の3話からスーツを着るようになったが直後の4話では裸である。周囲の者たちからはZっくん（ぜっくん）とあだ名されている。
ぷっつんかみーゆ
初登場時は、目が宇宙では無く、椅子に座って呆けているだけの原作そのものの症状だったが、ガンダムクエスト編よりそのキャラクターを遺憾なく発揮、オチ仙人トーナメントに出場・優勝し祖父と再会を果たす。その後のシリーズでもアホの嵐編・スターマン編と、二度も主役の地位を得て、事実上この作品の顔と言える人物である。
ぷる
ガンダムクエスト編でみねばの仲間になる遊び人として登場。裸キャラとしての印象が強いが当初は原作に近いファッションをしていた。ぷっつんかみーゆと相性がいいようで、ギャグエイリアン編終盤からアホの嵐編にかけてはお互い恋愛感情があった。双子の妹がいる。
ららぁ
幽霊のため足が無く、常に浮遊している。しゃあに対しては愛憎半ばする感情を抱いているようで、彼の弱み（主に女性関係）が書かれている日記を読み上げ撃退した事がある。ガンダムクエストPART II においていつの間にか偽者（足が有る）と摩り替っていた。
ザクレロ
モビルアーマーでありながら、人型のボディを持って登場する事が多い。ぷっつんかみーゆのライバルキャラと言える存在で、オチ仙人トーナメントの準々決勝、ギャグエリアン編、ガンダムクエストPART IIなどにおいて戦った。
とろぴかるどむ
オチ仙人トーナメントでカミーユと決勝戦を争った、女性的性格を持ったモビルスーツ。鳥取県に住む19歳で趣味はダイエット。
えるがいむ
SD界の征服をたくらむ魔王でありガンダムクエストの大ボス。しかしその後登場したぽせいだるにみねば迎撃の主導権を奪われた挙句、宝まで持ち逃げされ、全くいいところがなかった。愛称はえるがっちゃん。
ぽせいだる
えるがいむの助っ人として登場し、卑怯な罠を数多く考案した。味方のえるがいむにまで卑怯と言われるほどである。えるがいむが倒された後は、彼の宝を持ち逃げし、尚もみねばに反抗を続けた。非常に特徴的な髪型をしているが、実はカツラである。
だば＝まいろーど
あむ
れっしぃ
講談社のへんしゅーちょー
元バラエティー劇場の運動会はおーさわぎ！編のなーるキャラクター対抗借り物競走でミネバがSDガンダムの漫画を貰おうとするも売り切れだった為講談社のビルが傾く程泣かれた。
佐藤元
本作の作者で石神井公園に住んでいる。1月1日生まれ。いささか被害妄想的な理由でみねばの誕生パーティーを台無しにした事がある。
松本孝美
カミーユに助っ人として連れて来られカリーナと共に登場。

## あらすじ
初期短編
アイドルになりたいみねばのためはまーん達ネオジオン軍はテレビ局乗っ取りのためエゥーゴと戦う。その後も両軍はグルメ、ビデオアニメ宣伝、忍術、音楽など様々な分野で戦いを繰り広げる。しかしみねばの誕生日には争いを止め協力してお祝いの準備を行った。
ガンダムクエスト編（オチ仙人トーナメントを含む）
がんだむ国に侵略されつつあるじおん王国。がんだむ国のずぇーたを倒すため、勇者でぎんの血をひくみねばは3人の仲間（遊び人ぷる、賢者かみーゆ、僧侶ららぁ）を引きつれ旅に出る。だが、追い詰めたずぇーたの口から今までの事は芝居・試験であり、がんだむ国もまたえるがいむ国の侵略を受けていると聞かされる。その後はえるがっちゃんを倒すための旅となった。旅の終わりに『オチ仙人トーナメント』の参加証を手に入れたかみーゆはこのトーナメントに出場し見事優勝を果たす。
『ドラゴンクエストIII そして伝説へ…』『痛快なりゆき番組 風雲!たけし城』のパロディネタが豊富。
スイートホーム編
みねば、かみーゆ、ぷる、じゅどーの四人はハイキングに来た森で道に迷ってしまい、そこで見つけた洋館で休ませて貰うことにした。女主人（外見ははまーん）から好きな部屋を使って良いと言われ色々な部屋を見て回るみねば達。いつの間にか姿を消したじゅどーを探すうちに、みねばはこの屋敷の正体に気付く。その昔、究極のギャグが大流行し時代とともに忘れられた。そして溜まりに溜まった観念として凝り固まった。それがこの屋敷であり、屋敷全体がギャグで出来ているというものだった。ボスであるざくれろのギャグがみねば達にウケた事で屋敷は崩壊、この地が佐藤元の住む石神井公園内である事が明らかとなり、屋敷もまたネタに詰まった佐藤元の幻想が生み出した物と説明された。最後のコマで、じゅどーの体に異変が起こっている事が示唆されるが、これはギャグエイリアン編への伏線である。
ギャグエイリアン編
突如、石神井公園に現れた宇宙船。住民税を徴収するため練馬税務所はマルサのプロである、みねば、かみーゆ、ぷるの3人を送り込んだ。ギャグエイリアン・ザクレライオンとの戦いでぷるが重傷を負い、怒りに燃えるかみーゆがザクレライオンを倒す。蟹型に変形したザクレライオンを食べた事でぷるは回復するが、結局、住民税を取る相手がいなくなってしまうのだった。
アホのあらし編
大学生の紙油は幼い頃に両親を亡くしており、その仇として芸人の神様と呼ばれる精太を恨んでいた。紙油は大学でのクラブ活動中、精太の娘の振と知り合う。出会いは最悪だったが、やがて二人は惹かれあっていく。そんな時、戦争が始まり紙油は徴兵され戦地へと旅立つことになるのだった。戦地で負傷した紙油は、兵器工場へ転属になるが手違いがおき、実際に紙油が働くことになったのは某玩具メーカーの工場だった。そこで紙油をモデルとした商品が大ヒット。やがて数年が経ち、戦争が終わるころには紙油は財閥の総帥にまでなっていた。そして圧倒的な財力を武器に紙油は復讐に動き出す……。
このシリーズでは、それまで仮名表記だった登場人物の名前に漢字が当てられている。例としては「美段紙油＝かみーゆ」「絵留火精太＝Ζガンダム」「絵留火振＝ぷる」となる。
当時ヒットした昼ドラ華の嵐のパロディー
元バラエティー劇場（正確には元の字を○で囲っている）
単行本4巻収録の短編をまとめて、こう呼んでいる。かなり初期の作品も混じっており、絵柄の変化を感じられる。
ガンダムクエストPART II編
笑いが失われつつある世界。伝説のギャグを求め勇者みねばと3人の仲間があての無い旅に出た。しかし全宇宙の掌握を目論むマネモネ星人と接触した事で、彼らとの戦いが繰り広げられることに。
全10回にも及ぶ本作最長のシリーズであるため、ストーリーは迷走している。勇者の選抜方法やマネモネ星人との戦いなどで、様々なクイズ番組のパロディが見られる。
スターマン編
かみーゆが変身したスターマンとニャンコロ大魔王との超能力バトルもの。初回と最終回以外はニャンコロの手勢であるモビルゾンビとの戦いとなる。
元ちゃん名作シリーズ
Ζガンダムを主人公とする短編の集まり。アニメや漫画、映画などの名作のパロディ。ぷるがΖガンダムと親しい仲で登場する話が多い。またザク（型式は不明）の出番も多い。基本的には一発ネタばかりだが、推理ものである『明智小Ζ朗』は全四回のシリーズとなった。
恐怖のSD狩、永遠不滅のSDキャラ（ボンボン掲載時の最終シリーズ）
宇宙世紀末、リアル軍大将の鉄仮面によりSD狩りが行われていた。そんな時、ボケの軍団のみねばはリアル軍の偵察に向かい捕まってしまう。その報告を受けボケの軍団のリーダーZっくんはリアル軍を倒すため仲間と共に鉄仮面の城へと忍び込むが……。
他、短編多数。